# 31분
"31분"(31 minutos)은 칠레의 텔레비전 어린이 드라마-애니메이션 시리즈로, 아플라플락에서 제작되었으며 텔레비시온 나시오날 데 칠레에서 방송되었다. 1975년부터 1988년까지 방송되었던 뉴스 프로그램 "60분 (60 minutos)"의 패러디 프로그램으로, 뉴스 팀의 우스꽝스러운 이야기와 앵커 원숭이 '툴리오 트리비뇨'에 초점을 두고 있다.

## 역사

### 아플라플락 설립
1990년, 감독 알바로와 페드로는 언론을 공부하기 위해 칠레 대학교에 입학하면서 만났다. 처음에 알바로와 페드로는 그다지 친분이 없었지만 같은 분야에 대한 공부로 인해 만났고, 서로 비슷한 유머 취향을 알게 되면서 친분이 생겼다. 이후 알바로와 페드로는 1995년에 다시 만나게 되면서 Gato por habre 프로그램을 만들고 나중에 칠레의 방송국인 록 앤 팝(Rock & Pop)에서 방송되었던 "플랜 Z"와 "사람 팩터" 등의 여러 프로그램들을 만들었으나, 크게 흥행하지 못했다. 또한 록 앤 팝은 1999년 12월 1일 폐국하게 된다. 이로 인해 둘은 실직할 상황에 놓이게 된다.
그 후 두 인물은 이런 상황에 당하지 않으려고 후안 마누엘 에가나와 함께 아플라플락을 설립하게 된다. 처음에 아플라플락은 두 개의 방송 프로그램을 만들었다. 팬아메리칸 스포츠 네트워크가 구입했던 프로그램 "피, 땀, 눈물"과 2001년 칠레 국가 텔레비전 위원회의 자금으로 제작해 텔레비시온 나시오날 데 칠레에서 방송되었던 문화 방송 프로그램인 "널 좀 봐."라는 프로그램이었다.

### "31분"의 제작
"널 좀 봐"는 크게 흥행해, 디아즈, 페이라노와 에가나는 2002년 칠레 국가 텔레비전 위원회의 어린이 텔레비전 프로그램 분야에서 두 번째로 경쟁 기금에 신청했다. 신청한 파일럿 방송 프로그램의 제목은 "모하도 박사의 캐비닛(El gabinete del Doctor Mojado)"이었는데 작품 내 물고기가 어항에서 텔레비전 프로그램의 진행자였으며, 녹색과 청록색을 띠는 얼룩덜룩한 형상의 인형이 처리장에서 무슨 일이 일어났는지 보고했다는 내용으로, 방송 이후 아플라플락은 에피소드를 제작할 기금을 얻었다.
"모하도 박사의 캐비닛"은 훗날 "31분"의 진행 방식 등과 유사성이 많으며, 31분의 전신이 되기도 했다.

## 등장인물
- 툴리오 트리비뇨(Tulio Triviño)

진행자로, 백만장자 원숭이이다. 허영심이 많은 것에 비해 무식하고, 이해력이 떨어지는 것으로 묘사된다.
- 후안 카를로스 보도케 (Juan Carlos Bodoque)

붉은 털을 가진 토끼 기자로, 툴리오와 친하다.

## 기타
등장인물의 인형을 제작했던 아르만도 호프레가 2021년 코로나바이러스감염증-19로 사망했다.